# Hüttingen bei Lahr
Pour l’article homonyme, voir Hüttingen an der Kyll.
Hüttingen bei Lahr est une municipalité allemande située dans le land de Rhénanie-Palatinat et l'arrondissement d'Eifel-Bitburg-Prüm.